# مدار القابضة
شركة مدار القابضة ( اختصار لإدارة وتنمية الأصول والموارد)، هي شركة قابضة جزائرية ، نتجت عن إعادة هيكلة أس أن تي أيه ، (الشركة الوطنية التاريخية للتبغ والأعواد) التي تم إنشاؤها في عام 1963 . وتتخصص الشركة القابضة في مختلف الأنشطة الاقتصادية وخاصة في الصناعات الغذائية والمنسوجات. والمساهم الوحيد فيها هو الدولة الجزائرية.

## الشركات التابعة
مدار القابضة لديها سبع شركات تابعة :
- إيكوسيا كابيتال، متخصصة في إنشاء وتطوير الشركات مهما كان شكلها القانوني [2]
- شركة جلوبال أجري فود، متخصصة في الزراعة والصناعات ذات الصلة [3]
- طباعة حزمة احترافية متقدمة
- شركة سيناتيك المتخصصة في صناعة الأقمشة غير المنسوجة [4]
- الحافظ
- سي آر بي : في عام 2018، أصبحت شركة مدار القابضة المساهم الأكبر في نادي شباب رياض بلوزداد [5] ، حيث حصلت على 67 حصة % من إجراءات CRB.[6]
- تفاديس المتخصصة في تكرير السكر [7]
- كوتاما أجري فود المتخصصة في إنتاج زيت الطعام [8]
- شركة مدار البحرية (MMC) المتخصصة في النقل البحري والخدمات اللوجستية.[9]

## المشاركات
تمتلك شركة مدار القابضة حصصًا في كلاً من الشركات التابعة الأتية,:
- شركة التبغ المتحدة (UTC)، (51 %) [12]
- شركة التبغ الجزائرية الإماراتية (ستايم) (49 %) [13]
- طايل (18 %) [14]
- صناعة جوماجرو (40 %) [15]
- شركة الاستثمار الفندقي (SIH) (11 %)
- إنتاج رينو الجزائر (34 %) [16]
- زد إف الجزائر (20 %)
- شركة مركز الحراسة والمراقبة (SGS)، (13.46.13). %)
- شركة الحراسة والمراقبة (SGS-SOGISS) (26%)
- الجامعات الجزائرية للشركات (GACU)، (7 %).

## رؤساء الشركة
- شرف الدين عمارة [17]

## الملاحظات والمراجع
1. ↑  "Industrie du textile : Les non-tissés bientôt fabriqués localement". horizons.dz. 26 novembre 2023. مؤرشف من الأصل في 2024-07-09. اطلع عليه بتاريخ 9 juillet 2024. {{استشهاد ويب}}: تحقق من التاريخ في: |تاريخ الوصول= و|تاريخ= (مساعدة)
2. ↑  "ICOSIA Capital/SPA membre de Madar Holding/spa est une société de capital investissement". icosia.com. مؤرشف من الأصل في 2024-07-09. اطلع عليه بتاريخ 9 juillet 2024. {{استشهاد ويب}}: تحقق من التاريخ في: |تاريخ الوصول= (مساعدة)
3. ↑  "Global Agrifood – Filiale Madar Holding Assurer l'autosuffisance alimentaire". laptrienews.dz. 02 avril 2024. مؤرشف من الأصل في 2024-07-09. اطلع عليه بتاريخ 9 juillet 2024. {{استشهاد ويب}}: تحقق من التاريخ في: |تاريخ الوصول= و|تاريخ= (مساعدة)
4. ↑  "Industrie du tissu non-tissé : L'imprimerie industrielle de Sinaatec inaugurée". laptrienews.dz. 9 juillet 2024. مؤرشف من الأصل في 2024-07-09. اطلع عليه بتاريخ 9 juillet 2024. {{استشهاد ويب}}: تحقق من التاريخ في: |تاريخ الوصول= و|تاريخ= (مساعدة)
5. ↑  "Le CRB s'offre Madar Holding". competition.dz. مؤرشف من الأصل في 2023-04-15.
6. ↑  Sofiame Mehenni (28 Oct 2018). "CRB. Madar Holding devient actionnaire majoritaire". Liberté (بالفرنسية). Archived from the original on 2021-02-08.
7. ↑  "TAFADIS Spa, filiale Madar Holding : produire du sucre à 100% algérien". laptrienews.dz. 30 mars 2024. مؤرشف من الأصل في 2024-07-09. اطلع عليه بتاريخ 9 juillet 2024. {{استشهاد ويب}}: تحقق من التاريخ في: |تاريخ الوصول= و|تاريخ= (مساعدة)
8. ↑  "Kotama Agrifood – filiale Madar Holding : Un maillon fort de la sécurité alimentaire". lapatrienews.dz. 29 mars 2024. مؤرشف من الأصل في 2024-07-09. اطلع عليه بتاريخ 9 juillet 2024. {{استشهاد ويب}}: تحقق من التاريخ في: |تاريخ الوصول= و|تاريخ= (مساعدة)
9. ↑  "Madar Holding annonce la création d'une nouvelle filiale : Madar Maritime Company (MMC)". algerie-eco.com. 22 août 2024. مؤرشف من الأصل في 2024-08-22. اطلع عليه بتاريخ 22 août 2024. {{استشهاد ويب}}: تحقق من التاريخ في: |تاريخ الوصول= و|تاريخ= (مساعدة).
10. ↑  "Participations de Madar Holding". Madar Holding. مؤرشف من الأصل في 2024-05-22. اطلع عليه بتاريخ 2023-05-21.
11. ↑  "Madar rachète à tour de bras des sociétés et des parts de plusieurs projets : mais avec quel objectif ?". algeriepart.com. 24 mai 2022. مؤرشف من الأصل في 2023-08-29. اطلع عليه بتاريخ 27-08-2023. {{استشهاد ويب}}: تحقق من التاريخ في: |تاريخ= (مساعدة)
12. ↑  "Tabac: élargissement du partenariat entre le groupe public Madar et une société algéro-émiratie". dknews-dz.com. 11-04-2018. مؤرشف من الأصل في 2024-07-09. اطلع عليه بتاريخ 9 juillet 2024. {{استشهاد ويب}}: تحقق من التاريخ في: |تاريخ الوصول= (مساعدة)
13. ↑  "Fin du monopole émirati sur le tabac algérien: United tabacco est-elle visée par les dernières mesures gouvernementales". lexpressquotidien.dz. مؤرشف من الأصل في 2024-07-09. اطلع عليه بتاريخ 9 juillet 2024. {{استشهاد ويب}}: تحقق من التاريخ في: |تاريخ الوصول= (مساعدة)
14. ↑  "Tayal va bientôt exporter ses produits vers la France". algerie-eco.com. 16 juin 2024. مؤرشف من الأصل في 2024-08-09. اطلع عليه بتاريخ 9 juillet 2024. {{استشهاد ويب}}: تحقق من التاريخ في: |تاريخ الوصول= و|تاريخ= (مساعدة)
15. ↑  "Visite de l'usine Jumagro à Jijel : les instructions du ministre Aoun". algerie-eco.com. 23 septembre 2023. مؤرشف من الأصل في 2023-12-10. اطلع عليه بتاريخ 10 octobre 2023. {{استشهاد ويب}}: تحقق من التاريخ في: |تاريخ= (مساعدة)
16. ↑  "Renault Algérie : vers une reprise imminente de la production". algerie360.com. 17 mai 2024. مؤرشف من الأصل في 2024-07-09. اطلع عليه بتاريخ 9 juillet 2024. {{استشهاد ويب}}: تحقق من التاريخ في: |تاريخ الوصول= و|تاريخ= (مساعدة)
17. ↑  "Algérie : Charaf-Eddine Amara, « Monsieur tabac » à la tête de la fédération de football". JeuneAfrique.com. مؤرشف من الأصل في 2024-04-28. اطلع عليه بتاريخ 2021-12-29.

## أنظر أيضاً

### مقالات ذات صلة
- اقتصاد الجزائر